# Дранко, Пётр Александрович
Пётр Алекса́ндрович Дранко́ (1913—1993) — участник Великой Отечественной войны, командир эскадрильи 89-го гвардейского истребительного авиационного полка (7-й гвардейской истребительной авиационной дивизии, 2-го истребительного авиационного корпуса, 1-й воздушной армии, Западного фронта), гвардии майор, Герой Советского Союза.

## Биография
Родился 27 августа (9 сентября) 1913 в селе Савинка ныне Палласовского района Волгоградской области в крестьянской семье. Украинец.
Окончил 7 классов школы. Работал в органах милиции города Энгельс Саратовской области.
В Красной Армии с 1934 года. В 1937 году окончил Энгельсскую военную авиационную школу лётчиков. Служил в строевых частях ВВС. В 1939 году вступил в ВКП(б)/КПСС.
Участник советско-финляндской войны 1939—1940. В 1941 году окончил курсы усовершенствования командного состава при Качинской военной авиационной школе лётчиков. Продолжал службу в строевых частях ВВС (Белорусский военный округ).
Участник Великой Отечественной войны с июня 1941 года — лётчик, а затем политрук 122-го истребительного авиационного полка (Западный фронт). В дальнейшем, до мая 1943 года — военный комиссар эскадрильи 1-го гвардейского истребительного авиационного полка (Калининский фронт). Став в мае 1943 года командиром эскадрильи 89-го гвардейского истребительного авиационного полка (Западный фронт) гвардии майор П. А. Дранко к июлю 1943 года произвёл 198 боевых вылетов. В воздушных боях сбил лично 10 и в группе 2 самолёта противника. С сентября 1943 года Дранко — командир 115-го гвардейского истребительного авиационного полка (3-й Белорусский фронт).
Всего за годы войны совершил 277 боевых вылетов на истребителях «И-16», «Як-1» и «Як-9», участвовал в 59 воздушных боях, в которых лично сбил 8 и в составе группы 4 самолёта противника.
После войны продолжал службу в ВВС. В 1950 году окончил Высшие офицерские лётно-тактические курсы усовершенствования командиров частей. С 1956 года полковник П. А. Дранко — в запасе.
Жил в городе Ростов-на-Дону, где умер 20 октября 1993 года.

## Награды
- Указом Президиума Верховного Совета СССР от 2 сентября 1943 года за образцовое выполнение боевых заданий командования на фронте борьбы с немецко-фашистским захватчиками и проявленные при этом мужество и героизм гвардии майору Дранко Петру Александровичу присвоено звание Героя Советского Союза с вручением ордена Ленина и медали «Золотая Звезда» (№ 1104).
- Награждён также тремя орденами Красного Знамени, орденом Отечественной войны 1-й степени, двумя орденами Красной Звезды, медалями.

## Память
- Одна из улиц Ростова-на-Дону носит имя Героя[2].
- На доме по адресу Соколова, 81/2, где жил Дранко, установлена памятная табличка.

Улица Дранко
Информационная табличка
Памятная доска